# 남재희
남재희(南載熙, 1934년 1월 18일 ~ 2024년 9월 15일)는 대한민국의 언론인, 정치인이다. 제10·11·12·13대 국회의원, 제11대 노동부 장관(1993. 12.~1994. 12.)을 지냈다. 본관은 의령이며, 충청북도 청주 출신이다.

## 학력
- 1953년 청주고등학교 졸업
- 1957년 서울대학교 서울대학교 법과대학 LL.B.

## 경력
- 하버드 대학교 언론연구원
- 한국일보 기자
- 민국일보 기자
- 조선일보 문화부장
- 조선일보 정치부장
- 조선일보 편집부국장
- 서울신문 편집국장
- 서울신문 주필
- 민주공화당 정책위원회 의장
- 민주정의당 정책위원회 의장
- 국회 윤리특별위원회 위원장
- 민주자유당 서울 강서구 을 지구당위원장
- 제11대 노동부 장관
- 호남대학교 객원교수

## 평가
- 대한민국의 보수정당의 정책위의장을 도맡아 한 전형적인 보수주의자이지만, 노동부 장관 시절 재야 노동계의 '무노동 부분임금'을 지지하고, 한미 FTA 졸속추진은 농민들을 죽이는 길이라고 주장하는 등 진보 성향의 학자들로부터 "비판적 보수주의자"라는 호평을 듣는다. 본인도 오마이뉴스와의 인터뷰에서 "대학교 재학 시절 사회주의 이론가 라스키의 팬이었고, 10년만 일찍 태어났어도 여운형 선생과 같은 길을 걸었을 것이다"라고 답해 그와 같은 호평을 인정하고 있다.
- 남재희는 우석훈, 박권일의 저서 《88만 원 세대》에 추천사를 쓴 바 있다.

## 역대 선거 결과
|  | 28.81% |

|  | 36.09% |

|  | 22.69% |

|  | 31.32% |

|  | 29.91% |